# Filmový festival Nisa
Nisa Film Festival (německy Neiße Filmfestival, polsky Nyski Festiwal Filmowy, zkratka NFF) se koná od roku 2004 každoročně začátkem května v česko-německo-polském trojzemí. V programu jsou zastoupeny české, německé, polské a další východoevropské současné i historické filmy, hrané, dokumentární i krátkometrážní. 

## Historie
Nisa Film Festival vzešel v roce 2004 z iniciativy filmových klubů. Založen byl jeho hlavním pořadatelem, kinem Kunstbauerkino v německém Großhennersdorfu ve spolupráci s libereckým kinem Varšava a polským klubem DKF Klaps v Jelení Hoře. Zakladatelé Nisa Film Festivalu tedy pocházejí z té části Evropy, jejíž národy k sobě na základě historie hledají cestu jen těžko. Hlavní myšlenkou festivalu je proto přispět ke sblížení obyvatel pohraničních regionů prostřednictvím média filmu. Během prvního ročníku zhlédlo 41 filmů na 800 návštěvníků; v roce 2019 měl festival již 7 500 diváků, kteří na 22 promítacích místech v 12 městech a obcích tří zemí mohli sledovat na 120 filmových počinů.  

## Program
Nisa Film Festival je jediným festivalem hraných filmů (pro dospělé) v Německu, který se může pyšnit programem přesahujícím státní hranice. Kromě soutěže hraných, krátkometrážních a dokumentárních filmů jsou prezentovány i speciální filmové řady a bohatý doprovodný program nabízející autorské čtení, výstavy, koncerty a další akce.  

### Soutěže a ceny

#### Cena za nejlepší hraný film
O hlavní cenu se utkává devět aktuálních hraných filmů, vždy po třech z České republiky, Německa a Polska. Jedná se zpravidla o díla mladých režisérů.  
Oceněné snímky:
- 2004 Andrzej Jakimowski, „Zmruż oczy“ (PL)
- 2005 Jacek Filipiak „Zerwany“ (PL)
- 2006 Emily Atef „Mollys Way“ (D/PL)
- 2007 Pepe Planitzer „AlleAlle“ (D)
- 2008 Andrzej Jakimowski „Sztuczki“ (PL)
- 2009 Michaela Pavlátová „Děti noci“ (CZ)
- 2010 Xavery Żuławski „Wojna polsko-ruska“ (PL)
- 2011 Verena Freytag „Abgebrannt“ (D)
- 2012 Olmo Omerzu „Příliš mladá noc“ (CZ)
- 2013 Małgorzata Szumowska „W imię“ (PL)
- 2014 Juraj Lehotský „Zázrak“ (SK/CZ)
- 2015 Ivan Ostrochovský[1] „Koza“ (SK/CZ)[2]
- 2016 Piotr Chrzan „Klezmer“ (PL)
- 2017 Tereza Nvotová „Špína“ (SK/CZ)
- 2018 Juraj Lehotský „Nina“ (SK/CZ)
- 2019 Susanne Heinrich „Das melancholische Mädchen“ (D)
- 2020 Süheyla Schwenk „Jiyan“ (D)
- 2021 Ivan Ostrochovský „Služobníci“ (SK/CZ)
- 2022 Francesco Sossai „Altri Cannibali“ (D)

Nejlepší herecký výkon
- 2010 Nepomuc von Kornmann a Alexander Frank Zieglarski ve filmu „18 Bilder/Sek“ Tobiase Grebera (D)

- 2011 Mohammed Aslan a Lorenz Hader ve filmu „Halbe Portionen“ Martina Buskera (D)
- 2012 Judit Bárdos ve snímku „Dom“ Zuzany Liové (SK/CZ)
- 2013 Andrzej Chyra ve filmu „W imię“ Małgorzaty Szumowské (PL)
- 2014 Dawid Ogrodnik ve snímku „Chce się żyć“ Macieje Pieprzycy (PL)
- 2015 Klaudia Dudová ve snímku „Cesta ven“ Petra Václava (CZ/FRA)
- 2016 Alena Mihulová ve filmu „Domácí péče“ Slávka Horáka (CZ/SK)
- 2017 Vanessa Szamuhelová ve filmu „Pátá loď“ Ivety Grófové (SK/CZ)
- 2018 Barbara Auer ve filmu "Vakuum" Christine Repond (CH/D)
- 2019 Jacek Braciak ve filmu "Córka trenera" Łukasz Grzegorzek (PL)
- 2020 Milan Ondrík & František Beleš ve filmu „Nech je svetlo“  Marko Škop (SK/CZ)
- 2021 Sara Fazilat ve filmu „Nico“  Eline Gehring (D)
- 2022 Walter Giroldini v „Altri Cannibali“ Franceska Sossaie (D)

#### Nejlepší scénografie
- 2015 – Tom Hornig „Kafkas - Der Bau“ Alexandera Freydanka (D)
- 2016 – Janina Schimmelbauer a Fabian Reber „24 Wochen“ Anne Zohry Berrached (D)
- 2017 – Milan Býček za „Masaryka“ Julia Ševčíka (CZ/SK)
- 2018 – Radosław Zielonka „Cicha noc“ Piotra Domalewského (PL)
- 2019 – Jagna Dobesz „Fuga“ (Útěk) Agnieszky Smoczyńské (PL/CZ/SE)
- 2020 – Süheyla Schwenk „Jiyan“ Süheyly Schwenk (D)
- 2021 – Vladimír Hruška za „Havla“ Slávka Horáka (CZ)

#### Nejlepší scénář
- 2019 – Gabriela Muskała „Fuga“ (Útěk) Agnieszky Smoczyńské (PL/CZ/SE)
- 2020 – Jiří Havelka „Vlastníci“ Jiřího Havelky (CZ/SK)

#### Cena za nejlepší krátkometrážní film
První česko-německo-polská soutěž krátkometrážních filmů se v rámci Nisa Film Festivalu konala v roce 2009. Navázala tak na tradici festivalu Görlitzer Dreiland Filmfestival, který se v letech 2002 až 2008 konal ve městě Görlitz/Zgorzelec, avšak z personálních důvodů bohužel musel svou činnost přerušit.
Oceněné snímky:
- 2009 David Nawrath „Was bleibt“ (D)
- 2010 Matthias Vogel a Thomas Oberlies „Arbeit für Alle“ (D)
- 2011 Daniel Rübesam „Skotos“ (D)
- 2012 Anselm Belser „Felix“ (D)
- 2013 Dietrich Brüggemann „One Shot“ (D)
- 2014 Clemens Roth „Das blühende Leben“ (D)
- 2015 Martin-Christopher Bode „Eine gute Geschichte“ (D)
- 2016 Tomasz Protokowicz „Dawno temu na Śląsku“ (PL)
- 2017 Oliver Beaujard „Fleur“ (CZ)
- 2018 Nathalie Lamb "Him&Her" (D)
- 2019  Michał Hytroś „Siostry“ (PL)
- 2020 Daria Kashcheeva „Dcera“ (CZ)
- 2021 Bára Anna Stejskalová „Jsme si o smrt blíž“ (CZ)
- 2022 Szymon Ruczyński & Katarzyna Małyszko „Puszcza: Dyptyk“ (PL)

#### Cena publika v kategorii krátkometrážních filmů
- 2015 – Edgar Ortiz „Food to go“ (CZ)
- 2016 – Marco Gadge „Er und Sie“ (D)
- 2017 – Johannes Kürschner und Franz Müller „Simply The Worst“ (D)
- 2018 – Radosław Dąbrowski „Wolka“ (PL)
- 2019 – Jürgen Heimüller „Die letzten fünf Minuten der Welt“ (D)
- 2020 – Arne Kohlweyer „Drübenland“ (D)
- 2021 – Agnieszka Buczyńska, Marta Mikołajczyk, Michał Barylski „Portret“ (PL)

#### Cena za nejlepší dokumentární film
Od samého počátku festivalu byla jedna z filmových řad věnována dokumentárním snímkům. Tento žánr získal v průběhu let na důležitosti: od roku 2012 je oceňován ten dokumentární film, který vypráví svůj příběh s respektem a zaujetím a vyniká jak po stránce obsahové, tak i filmařské. 
Oceněné snímky:
- 2012 John Albert Jansen „End and Beginning“ (NL)
- 2013 Thomas Grimm a Andreas Kossert „Bahnsteig  1 - Rückfahrt nach Flatow“ (D)
- 2014 Marcel Wehn „Ein Hells Angel unter Brüdern“ (D)
- 2015 Hubertus Siegert „Beyond Punishment“ (D)[3]
- 2016 Wojciech Staroń „Bracia“ (PL)[4]
- 2017 Miroslav Janek „Normální autistický film“ (CZ)
- 2018 Rosa Hannah Ziegler „Familienleben“ (D)
- 2019 Rafał Łysak „Miłość bezwarunkowa“ (PL)
- 2020 Artemio Benki „Sólo“ (CZ/FR/AG/ATL)
- 2021 Tomasz Wolski „Zwyczajny kraj“ (PL)
- 2022 Andrei Kutsila „Gdy kwiaty nie milczą“ (PL)

#### Cena publika
V průběhu festivalu hlasují diváci pro nejlepší film, který získá cenu publika. 
Oceněné snímky v kategorii celovečerních hraných filmů:
- 2004 Peter Calin Netzer „Maria“ (RU, D, F)
- 2005 David Ondříček „Jedna ruka netleská“ (CZ)
- 2006 Jan Martin Scharf „Wahrheit oder Pflicht“ (D)
- 2007 Dan Wlodarczyk „Indián a sestřička“ (CZ)
- 2008 Jiří Vejdělek „Václav“ (CZ)
- 2009 Petr Zelenka „Karamazovi“ (CZ/PL)
- 2010 Katarzyna Rosłaniec „Galerianki“ (PL)
- 2011 Sibylle Schönemann „Verriegelte Zeit“ (D)
- 2012 Annekatrin Hendel „Vaterlandsverräter“ (D)
- 2013 Ilian Metev „Sofia’s last Ambulance“ (BU/HR/D)
- 2014 Vinko Brešan „Knězovy děti“ (HR/RS)
- 2015 Tomasz Nuzban „For being alive“ (PL) / Edgar Ortiz „Food to go“ (CZ)
- 2016 Philipp Eichholtz „Luca tanzt leise“ (D) / Marco Gadge „Er und Sie“ (D)
- 2017 Jens Wischnewski „Die Reste meines Lebens“ (D) / Johannes Kürschner a Franz Müller „Simply The Worst“ (D)
- 2018 Rina Castelnuovo-Hollander & Tamir Elterman „Muhi – Generally Temporary“ (IL/D) / Radosław Dąbrowski „Wolka“ (PL)
- 2019 Tomáš Pavlíček „Chata na prodej“ (CZ)
- 2020 Jiří Havelka „Vlastníci“ (CZ)
- 2021 York-Fabian Raabe „Borga“ (D)
- 2022 Tomáš Hodan „Poslední závod“ (CZ)

Oceněné snímky v kategorii dokumentárních snímků:
- 2020 – Dagmar Smržová „Chci tě, jestli to dokážeš“ (CZ)
- 2020 – Jindřich Andrš „Nová šichta“ (CZ)

#### Speciální cena
Saský filmový svaz (Filmverband Sachsen) uděluje od roku 2011 speciální cenu hranému, dokumentárnímu či krátkometrážnímu snímku, který projevuje pochopení pro kulturní a etnické rozdíly i společné vlastnosti obyvatel regionu. Oceňovány jsou filmy, které se s respektem a tolerancí obrací na sousední kulturu a připravují tak cestu ke vzájemnému dialogu. 
Oceněné snímky:
- 2011 Sabine Zimmer, Sandra Budesheimer „Little Poland - Berliner seit...“ (D)
- 2012 Andrzej Klamt „Die geteilte Klasse“ (D)
- 2013 Elke Weber-Moore „Doppelpass“ (D)
- 2014 Lenka Šikulová „Světlo za horami“ (D/CZ)
- 2015 Pavel Göbl „Odborný dohled nad východem slunce / Sunrise Supervising“ (CZ)[5]
- 2016 Tanja Cummings „Linie 41“ (D)[6]
- 2017 Michał Rosa „Szczęście świata“ (PL)
- 2018 Grzegorz Szczepaniak „Najbrzydszy samochód świata“ (PL)
- 2019 Rena Dumont „Honza má pech“ (CZ/DE)
- 2020 Patrick Weißig „Herr Müller“ (D)
- 2021 Andreas Voigt „Grenzland“ (D)
- 2022 Maryna Er Gorbach „Klondike“ (UA, TR)

### Filmové řady

#### Retrospektivy
V rámci retrospektiv je vzdán hold filmové tvorbě jednotlivých osobností nebo institucí, jako je například společnost Deutsche Film AG (DEFA). 
- 2004 Jürgen Böttcher
- 2005 Wolfgang Kohlhaase
- 2006 60 let DEFA
- 2007 Silné ženy DEFA
- 2008 Da liegt Musike drin – Filmová hudba NDR
- 2010 Monica Bleibtreu
- 2011 Miloš Forman
- 2012 Elfi Mikesch
- 2013 Brigitte Hobmeier
- 2014 Andreas Dresen
- 2015 Dorota Kędzierzawska[7]
- 2016 Wrocław
- 2017 Bohdan Sláma
- 2018 Christian Petzold
- 2019 Jan Nowicki
- 2021 Helena Třeštíková
- 2022 Katharina Thalbach

V roce 2014 obdržel čestnou cenu Nisa Film Festivalu německý režisér Andreas Dresen. Toto ocenění bylo na festivalu uděleno vůbec poprvé. Čestnou cenu za životní dílo obdržela v roce 2015 polská režisérka Dorota Kędzierzawska.

#### Fokus
Od roku 2013 se Nisa Film Festival věnuje rovněž tématu, které má pro všechny tři zúčastněné země obzvláštní význam. V roce 2013 se tak tématem řady Fokus stalo z aktuálního podnětu téma Sintové a Romové, o rok později život Židů ve východní Evropě a v roce 2015 migrace. 13. ročník NFF byl věnován mottu Minority e východní Evropě, což zejména platilo pro Lužické Srby v Lužici. V roce 2017 se festival inspiroval tzv. Rokem Martina Luthera a tato řada nesla název „Moc víry“. 50 let od roku 1968 nabídlo zaměření na události roku 1968. Tématem v roce 2019 byl Homo Politicus,  roce 2020 Films for Future a v roce 2021 Mother Europe.  

#### Tour východní Evropou
Kromě snímků k příslušnému tématu sekce „Fokus“ jsou v rámci festivalu rovněž promítány filmy z Balkánu, Pobaltí a států bývalého Sovětského svazu.  

#### Řada DEFA
Pevnou součástí programu je sekce „DEFA“, v jejímž rámci jsou promítány filmy z kulturního dědictví NDR. V roce 2012 byl program Nisa Film Festivalu vyznamenán cenou nadace DEFA-Stiftung.

#### Regionalia
Trojzemí není pouze tématem a motivem filmů, nýbrž i místem, kde jsou filmy vytvářeny. Tato řada shrnuje aktuální filmovou tvorbu regionu.

## Sošky
Udělované sošky jsou tzv. ryby z Nisy (Lužická Nisa). Symbolizují svobodu ryb této pohraniční řeky, které se mohou pohybovat bez jakýchkoli bariér. Ryby z Nisy byly v prvních ročnících festivalu tesány ze dřeva a jejich autorem byl Michael Herbrig z obce Großhennersdorf. Od roku 2007 jsou sošky vyráběny z keramiky, kovu a skla a jejich autorem je Andreas Kupfer ze Strahwalde.